# Scott Stanton
Scott Stanton (Iowa, ?) is een Amerikaans componist, muziekpedagoog, dirigent en saxofonist.
Stanton studeerde compositie en tenorsaxofoon aan het Monmouth College, Monmouth (Illinois) en behaalde zijn Bachelor of Arts in muziek. Vervolgens studeerde hij compositie en muziekopleiding aan het VanderCook College of Music in Chicago en behaalde zijn Master of Music Education. 
Hij was directeur van de afdeling schone kunsten aan de William Penn Universiteit in Oskaloosa en professor en afdelingshoofd aan het College of Eastern Utah (CEU) in Price. Hij doceerde muziektheorie, muziekgeschiedenis en muziektechnologie. Hij was eveneens werkzaam als dirigent van orkesten, harmonieorkesten, koren en synthesizer ensembles. 
Hij is lid van de American Society of Composers, Authors and Publishers (ASCAP), de American Choral Directors Association, de Music Educators National Conference en de International Association of Jazz Educators.
Als componist schrijft hij werken voor harmonieorkest en jazz-ensembles. Stanton bewerkte ook Mannheim Steamroller’ muziek voor synthesizer ensemble. 

## Composities

### Werken voor harmonieorkest
- A Festival of Hymns
- A Patriotic Treasure
- Wild Horse Canyon

### Werken voor jazz-ensemble
- 2007 Adrenaline Attack
- 2008 Crank It Up!
- 2008 Magico!
- Abaco
- Brothers & Sisters
- Changing Colors
- A Chunk Of Funk
- Eye On The Prize
- Good Vibes
- In The Groove
- Jazz Between Friends
- Muy Caliente!
- Six String Shuffle
- "Snoozin'"
- Wind Dancer